# Río Nith
El río Nith (del gaélico escocés: Abhainn Nid) latín: Novius) es un río escocés que corre en el oeste del país. Empieza en el consejo de East Ayrshire pero corre principalmente en el consejo vecino de Dumfries and Galloway. El Nith tiene una longitud de 71 millas (112 kilómetros).
La fuente del Nith es Enoch Hill, una colina de las Colinas de Carsphairn. El primer pueblo a su lado es Kelloholm y la primera villa es  Kirkconnel. Las dos son localidades vecinas en Dumfries and Galloway. Entonces, corre en las villas de Sanquhar y Thornhill antes de entrar Dumfries, la capital de Dumfries and Galloway. Después de Dumfries el Nith desemboca al Fiordo de Solway en el Mar de Irlanda.